# Приходченко, Константин Владимирович
Константи́н Влади́мирович Прихо́дченко (род. 29 марта 1972, Белгород) — российский стрелок, специализирующийся в стрельбе из винтовки. Участник двух Олимпиад.

## Карьера
Заниматься спортивной стрельбой Константин Приходченко начал в середине 1980-х. 
В 2002 году одержал первую победу в карьере на этапе кубка мира в Сиднее. В том же году попал в состав российской сборной на чемпионат мира в финском Лахти. В личном первенстве стал вице-чемпионом мира в стрельбе из малокалиберной винтовки с трёх положений, а в командных турнирах выиграл три медали из трёх возможных (в том числе два золота).
Этот успех позволил пробиться в состав Олимпийской сборной России на Игры в Афинах. Там Приходченко участвовал только в одном виде стрелковой программы (стрельба из пневматической винтовки) и занял 29-е место, не квалифицировавшись в финал.
Четыре года спустя на Олимпиаде в Пекине выступал уже в двух видах программы. В стрельбе из пневматической винтовки Приходченко показал пятый результат, отстав на балл от бронзового призёра. Такое же место занял и в стрельбе из малокалиберной винтовки лёжа. На этот раз его результат оказался хуже на полтора балла, чем результат бронзового призёра.
На чемпионате мира 2010 года в Мюнхене оказался в шаге от медали в стрельбе из пневматической винтовки, в 2014 году в Гранаде выступал только в стрельбе лёжа, где показал 57-й результат.